# О томе ти причам
О томе ти причам (енгл. Everybody Wants Some!!) амерички је тинејџерски филм из 2016. године у режији и по сценарију Ричарда Линклејтера о играчима бејзбола с колеџа у Тексасу током 1980-их. Глумачку поставу чине: Блејк Џенер, Зои Дојч, Рајан Гузман, Тајлер Хочлин, Глен Пауел, Вил Бритн и Вајат Расел.
Светска премијера је одржана 11. марта 2016. године на фестивалу South by Southwest, док је од 30. марта исте године приказиван у биоскопима. Зарадио је око 5 милиона долара наспрам буџета од 10 милиона, али је добио позитивне рецензије критичара.

## Улоге
| Глумац             | Улога           |
| ------------------ | --------------- |
| Блејк Џенер        | Џек Брадфорд    |
| Зои Дојч           | Беверли         |
| Глен Пауел         | Волт Финеган    |
| Тајлер Хочлин      | Глен Макренолдс |
| Рајан Гузман       | Кени Ропер      |
| Вајат Расел        | Чарли Вилоби    |
| Вил Бритн          | Били Отри       |
| Остин Амелио       | Незбит          |
| Темпл Бејкер       | Тајрон Пламер   |
| Џастон Стрит       | Џеј Најлс       |
| Џеј Квинтон Џонсон | Дејл Даглас     |
| Форест Викери      | Кома            |
| Танер Калина       | Алекс Брамли    |
| Мајкл Монсур       | Џастин          |
| Џонатан Брек       | тренер Гордан   |
| Аша Купер          | Шерон           |
| Дора Медисон Берџ  | Вал             |